# 金丝燕族
金絲燕族（學名：Collocaliini），統稱金絲燕，是雨燕目雨燕科雨燕亞科下的一個族。本族的鳥類主要分佈在南亞、南太平洋島嶼和澳洲東北部的熱帶和亞熱帶地區。牠們有著雨燕科的典型特徵——其翅膀狹長，喙小而寬。金絲燕以其回聲定位能力，以及使用自身唾液分泌物建築其巢穴為其主要行為特徵，而當中部分物種所造的巢穴可被人類加工製成燕窩銷售。目前本族下含四個屬共41個物種，但當中部分物種地位仍須進一步研究。:19

## 分類歷史
雖然金絲燕與燕子共用「燕」一字，但實際上金絲燕屬雨燕目，而燕子則屬雀形目，兩者關係上並不接近。演化生物學家恩斯特·瓦爾特·邁爾曾經認為金絲燕的下屬物種是鳥類分類學中最困難的問題，因為這些鳥類在外觀上相似而難以區分。自1840年英國動物學家喬治·羅伯特·格雷建立侏金絲燕屬以來，後續發現的金絲燕皆被歸於這個屬內，這種分類法延續了百餘年。
1853年時，法國鳥類學家夏爾·呂西安·波拿巴則為其建立了亞科級的分類。到了1859年時，有學者發現部分物種具有回聲定位的能力，使得英國鳥類學家理查德·肯德爾·布魯克最終於1970年時，依照該能力的有無而改動了金絲燕的分類，並分出另一屬，分別是具有回聲定位能力的金絲燕屬、不具有該能力的侏金絲燕屬以及新建立的瀑布雨燕屬（同樣不具有回聲定位能力），但並未有取得完全的共識。
|  | \| \| 金絲燕屬 \| \| \| \| \| \| 瀑布雨燕屬 \| \| \| \| |
|  |                                                         |
|  | 侏金絲燕屬                                              |
|  |                                                         |
|  | 金絲燕屬                                                |
|  |                                                         |
|  | 瀑布雨燕屬                                              |
|  |                                                         |

|  | 金絲燕屬   |
|  |            |
|  | 瀑布雨燕屬 |
|  |            |

|  | \| \| 金絲燕屬 \| \| \| \| \| \| 瀑布雨燕屬 \| \| \| \| |
|  |                                                         |
|  | 侏金絲燕屬                                              |
|  |                                                         |
|  | 金絲燕屬                                                |
|  |                                                         |
|  | 瀑布雨燕屬                                              |
|  |                                                         |

|  | 金絲燕屬   |
|  |            |
|  | 瀑布雨燕屬 |
|  |            |

|  | \| \| 金絲燕屬 \| \| \| \| \| \| 瀑布雨燕屬 \| \| \| \| |
|  |                                                         |
|  | 侏金絲燕屬                                              |
|  |                                                         |
|  | 金絲燕屬                                                |
|  |                                                         |
|  | 瀑布雨燕屬                                              |
|  |                                                         |

|  | 金絲燕屬   |
|  |            |
|  | 瀑布雨燕屬 |
|  |            |

|  | \| \| 金絲燕屬 \| \| \| \| \| \| 瀑布雨燕屬 \| \| \| \| |
|  |                                                         |
|  | 侏金絲燕屬                                              |
|  |                                                         |
|  | 金絲燕屬                                                |
|  |                                                         |
|  | 瀑布雨燕屬                                              |
|  |                                                         |

|  | 金絲燕屬   |
|  |            |
|  | 瀑布雨燕屬 |
|  |            |

|  | \| \| 金絲燕屬 \| \| \| \| \| \| 瀑布雨燕屬 \| \| \| \| |
|  |                                                         |
|  | 侏金絲燕屬                                              |
|  |                                                         |
|  | 金絲燕屬                                                |
|  |                                                         |
|  | 瀑布雨燕屬                                              |
|  |                                                         |

|  | 金絲燕屬   |
|  |            |
|  | 瀑布雨燕屬 |
|  |            |

|  | \| \| 金絲燕屬 \| \| \| \| \| \| 瀑布雨燕屬 \| \| \| \| |
|  |                                                         |
|  | 侏金絲燕屬                                              |
|  |                                                         |
|  | 金絲燕屬                                                |
|  |                                                         |
|  | 瀑布雨燕屬                                              |
|  |                                                         |

|  | 金絲燕屬   |
|  |            |
|  | 瀑布雨燕屬 |
|  |            |

|  | \| \| 金絲燕屬 \| \| \| \| \| \| 瀑布雨燕屬 \| \| \| \| |
|  |                                                         |
|  | 侏金絲燕屬                                              |
|  |                                                         |
|  | 金絲燕屬                                                |
|  |                                                         |
|  | 瀑布雨燕屬                                              |
|  |                                                         |

|  | 金絲燕屬   |
|  |            |
|  | 瀑布雨燕屬 |
|  |            |

|  | \| \| 金絲燕屬 \| \| \| \| \| \| 瀑布雨燕屬 \| \| \| \| |
|  |                                                         |
|  | 侏金絲燕屬                                              |
|  |                                                         |
|  | 金絲燕屬                                                |
|  |                                                         |
|  | 瀑布雨燕屬                                              |
|  |                                                         |

|  | 金絲燕屬   |
|  |            |
|  | 瀑布雨燕屬 |
|  |            |

1996年後的研究開始使用基因分析這些物種，而在2003年時則支持了這些金絲燕作為單系群存在的證據，但在2004年卻發現侏金丝燕能夠進行回聲定位導致原有的分類依據變得不牢靠。直至2010年代，仍有研究指出某些亞種應自原物種中拆分而出，而在各主流鳥類名錄中本族成員的數量也未有取得完全一致：截至2024年四月，世界鳥類學家聯合會及的名錄承認了41個物種；國際鳥盟則承認了29種。
而珍雨燕的分類定位至今仍不完全明瞭，但一般會視做為本族的成員之一，並有待更多研究探明。:388但也曾有學者認為根據部分外觀特徵，該屬應為黑雨燕亞科的成員之一；或是屬於雨燕族，或甚至根本不屬於任何一族下。:24

## 分佈範圍
金絲燕是一種主要分佈於印度洋-太平洋海域周遭的熱帶或亞熱帶鳥類，從印度洋的塞席爾群島和馬斯克林群島起，至南太平洋的大溪地、莫雷阿岛和馬克薩斯群島均有分佈。其中在東南亞地區多樣性最高。在縱向的分佈則較無限制，自喜馬拉雅山脈上至海平面皆可發現其蹤跡。當中多數是僅分布於個別島嶼上的特有種。
金絲燕都是專門棲息在洞穴或類似棲息地（如瀑布附近或火山上）的鳥類，常與蝙蝠共存；而在日常外出上則較無特定要求，自熱帶雨林、溫帶森林、山區等地形皆有可能會出現。

## 形態特徵
金絲燕是一種小型的鳥類，其平均重量僅約有10公克，範圍在最小僅有5.4公克的侏金絲燕及最大有35公克的瀑布雨燕之間。整體上，金絲燕的頭部與之間沒有明顯區隔，翅膀較為狹長，沒有性二型性。所有成員皆擁有暗褐色至黑色（少部分白色）的羽毛，並缺乏明顯的其他主要身體特徵。這種幾乎無特徵的情況使得在這個族內成員的物種辨別相當困難，甚至難以區分到有即使是抓握在手上也難以區分其正確物種的金絲燕存在。

## 習性
金絲燕是日行性鳥類，主要利用在空中的昆蟲作為其主食，並特別偏好於膜翅目和雙翅目的昆蟲。利用自身唾液作為巢穴的建材是金絲燕族內成員共有的特徵，而這點在爪哇金丝燕上發揮到了極致——其巢穴幾乎全由唾液組成。:20:405-406
本族下目前至少有16種物種能夠進行回聲定位，在哺乳類以外的動物中，僅有油鴟及金絲燕才擁有這種能力。但不同於蝙蝠，金絲燕的能力並未有足夠敏銳度以精準捕捉昆蟲作為食物，因此被認為其能力較為原始。:391這個能力在金絲燕中主要用於在洞穴中探路，以避免在黑暗的洞穴中發生碰撞。:391

## 威脅與保育
金絲燕雖然居住於黑暗的洞穴中，但仍不乏各種掠奪其巢穴的捕食者，包括鹰鸮、大嘴乌鸦、家貓、螃蟹、蜘蛛、螞蟻、蟑螂皆有破壞金絲燕巢穴的紀錄。目前金絲燕多數在《國際自然保護聯盟瀕危物種紅色名錄》中被劃歸為無危物種，但當中仍不乏有因為難以在野外辨識、標本稀少或甚至是獨立物種地位並不被國際鳥盟承認等原因，而無法給予明確物種狀態的金絲燕存在。而燕窩帶來的商業價值，導致野生族群的巢穴有大量失竊的問題，並使得部分物種遭到一定的生存壓力。

## 燕窩
金絲燕用於建築的唾腺分泌物是可供食用的，在處理加工後就稱之「燕窩」。至少自十六世紀末以來，漢人文化中就已相當珍惜燕窩。但並非所有金絲燕族的物種製造的鳥窩皆可用以加工為食品，通常僅有金絲燕屬下的爪哇金丝燕、小灰腰金丝燕、印度金丝燕、短嘴金丝燕、大金丝燕；侏金絲燕屬的穴金丝燕、侏金丝燕；及另外並不屬於金絲燕的兩個雨燕屬成員白腰雨燕、小白腰雨燕等數十種雨燕的鳥窩最終可製作成燕窩食用，且可食用的比例佔整個鳥窩的比例也並不多。

## 下屬分類
若將珍雨燕算入本族內，則本族目前有四個屬，而這四個屬在世界鳥類學家聯合會之名錄下共有41個物種：:19
- 金絲燕族 
  - 瀑布雨燕屬 
    - 瀑布雨燕 

  - 侏金絲燕屬 
    - 毛趾金丝燕 
    - 灰腰金丝燕 
    - 岗顶金丝燕 
    - 东南金丝燕 
    - 淡褐金丝燕 
    - 白腹金丝燕 
    - 缎蓝金丝燕 
    - 婆罗洲金丝燕 
    - 穴金丝燕 
    - 圣诞岛金丝燕 
    - 侏金丝燕 

  - 金絲燕屬 
    - 塞舌尔金丝燕 
    - 小灰腰金丝燕 
    - 印度金丝燕 
    - 菲律宾金丝燕 
    - 摩鹿加金丝燕 
    - 苏拉威西金丝燕 
    - 斯兰金丝燕 
    - 山金丝燕 
    - 白腰金丝燕 
    - 澳大利亚金丝燕 
    - 短嘴金丝燕 
    - 火山金丝燕 
    - 怀氏金丝燕 
    - 裸腿金丝燕 
    - 麦氏金丝燕 
    - 苔巢金丝燕 
    - 纯色金丝燕 
    - 阿美林金丝燕 
    - 帕劳金丝燕 
    - 关岛金丝燕 
    - 卡罗琳金丝燕 
    - 塔岛金丝燕 
    - 库岛金丝燕 
    - 马克萨金丝燕 
    - 大金丝燕 
    - 爪哇金丝燕 
    - 戈氏金丝燕 
    - 巴布亚金丝燕 

  - 珍雨燕屬 
    - 珍雨燕

## 註解
1. ↑  該詞也可更狹義的指稱金絲燕屬鳥類

## 延伸閱讀
- Gausset, Quentin. . Human Ecology. 2004-08-01, 32 (4): 487–507  [2024-05-13]. ISSN 1572-9915. doi:10.1023/B:HUEC.0000043517.23277.54. （原始内容存档于2024-10-07） （英语）.

## 外部連結
- 維基物種上的相關：金丝燕族